# Tianjin Tianhai Football Club
El Tianjin Tianhai (en chino tradicional, 天津天海; en chino simplificado, 天津天海; pinyin, Tiānjīn Tiānhǎi) fue un equipo de fútbol de China.

## Historia
Fue fundado el 6 de junio de 2006 en la ciudad de Hohhot con el nombre Hohhot Binhai por la compañía Tianjin Binhai Holdings Limited e iniciaron en las ligas más bajas del fútbol chino en 2007. El 5 de mayo de 2007 el club fue adquirido por la Tianjin Songjiang Sports Culture Industry Co. Ltd, y debido a los pobres resultados en su primera temporada, el club fue trasladado a la ciudad de Tianjin, y lograron el ascenso en la temporada 2010.
El 15 de julio de 2015 la Quanjian Natural Medicine adquiere al equipo y cambia su nombre por Tianjin Quanjian, aunque esto significaba que la compañía contaba con dos equipos (el otro era el Tianjin Teda), aunque con el otro club rompió el contrato drásticamente el 30 de julio de 2015.
El 11 de enero de 2019 la compañía fuera investigada por presuntas actividades comerciales ilegales. Con esto, la administración del club pasó temporalmente para la Asociación de Fútbol de Tianjin y el club cambió su nombre a Tianjin Tianhai.
El 12 de mayo de 2020 se anunció la disolución del club.

## Palmarés
- Primera Liga China: 1

2016

## Nombres anteriores
- 2006–2007 "Hohhot Binhai F.C." (en chino simplificado, 呼和浩特滨海)
- 2008–2015 "Tianjin Songjiang F.C." (en chino simplificado, 天津松江)
- 2015–2019 "Tianjin Quanjian F.C." (en chino simplificado, 天津权健)
- 2019– "Tianjin Tianhai F.C." (en chino simplificado, 天津天海)

## Jugadores

### Jugadores destacados
- Zhang Xiaorui (2008)
- Huang Yong (2009–2010)
- Taavi Rähn (2011–2012)
- Aleksandar Rodić (2011–2012)
- Yang Jun (2015–)
- Zhang Shuo (2015–2017)
- Ng Wai Chiu (2013)
- Luís Fabiano[5] (2016)
- Jadson[5] (2016)
- Sun Ke[6][5] (2016–)
- Zhao Xuri (2016–2018)
- Zhang Lu (2016– )
- Jean-Jacques Kilama (2016–2017)
- Axel Witsel (2017–2018)
- Alexandre Pato (2017–2019)

## Entrenadores
- Han Jinming (2007)
- Zhang Xiaorui (2008–09)[7]
- Hao Haidong (interino) (2010)[8]
- Patrick de Wilde (2010–11)
- Hao Haitao (2012)[9]
- Pei Encai (2013)[10][11]
- Zhang Xiaorui (interino) (2013)[10]
- Gianni Bortoletto (marzo de 2014–junio de 2014)[12]
- Manuel Cajuda (junio de 2014–noviembre de 2014)[13]
- Dražen Besek (diciembre de 2014–mayo de 2015)[14]
- Sun Jianjun (interino) (mayo de 2015)
- Goran Tomić (mayo de 2015-?)[15]
- Vanderlei Luxemburgo (2016)[5]
- Fabio Cannavaro (2016–noviembre de 2017)[16]
- Paulo Sousa (noviembre de 2017–octubre de 2018)[17][18]
- Shen Xiangfu (interino) (octubre de 2018)[18]
- Park Choong-kyun (octubre de 2018-noviembre de 2018)[19][20]
- Choi Kang-hee (diciembre de 2018-enero de 2019)[21][22][23][24]
- Shen Xiangfu (febrero de 2019-mayo de 2020)[25]/>